# 알폰소 가르시아 로블레스

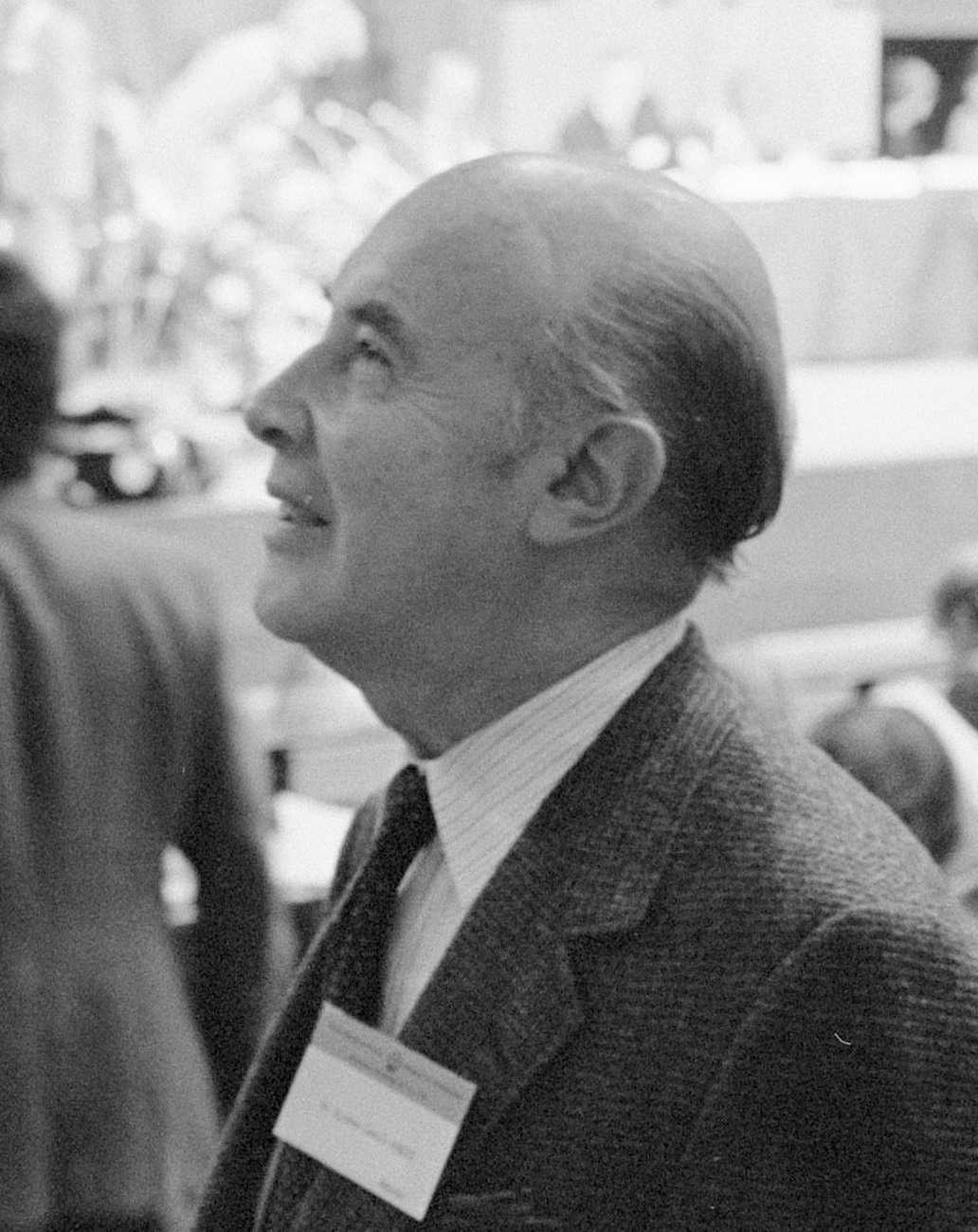
알폰소 가르시아 로블레스

알폰소 가르시아 로블레스(Alfonso García Robles, 1911년 3월 20일 ~ 1991년 9월 2일)는 멕시코의 외교관, 정치인으로, 1982년 스웨덴의 알바 뮈르달과 함께 노벨 평화상을 수상했다.
그는 멕시코 국립 자치 대학교에서 법학을 전공했으며 1939년 멕시코 외교부에 취직했다. 1945년에는 국제 연합 창설의 계기가 된 샌프란시스코 회의에서 멕시코 대표로 참가했으며 1962년부터 1964년까지 브라질 주재 멕시코 대사, 1964년부터 1970년까지 멕시코 외교부 서기관을 역임했다. 그 후 1971년부터 1975년까지 국제 연합 주재 멕시코 대사를 역임했으며 1975년부터 1976년까지 멕시코 외교부 장관을 역임했고 제네바 군축 회의에서 멕시코 상임 대표를 맡았다.
1982년 라틴아메리카와 카리브 제도를 비핵화 지대로 만들기 위해 체결된 조약인 틀라텔롤코 조약에 기여한 점을 인정받아 노벨 평화상을 수상했다.